# إيرين بروكوفيتش
إيرين بروكوفيتش (بالإنجليزية: Erin Brockovich)‏ (من مواليد 22 يونيو، 1960) أمريكية الجنسية.

## خلفية عامة
هي قانونية وناشطة في حقوق البيئة، بالرغم من عدم دراستها النظامية للقانون.

## الدعوى القضائية
اشتهرت بسبب قضيتها الشهيرة ضد شركة باسيفيك للغاز و الكهرباء (بالإنجليزية: Pacific Gas and Electric Company)‏ في ولاية كاليفورنيا في عام 1993.

## أعمال أخرى
وترأس حاليا مؤسسة بروكوفيتش للأبحاث والاستشارات وتعمل أيضا كمستشارة في أحد مكاتب المحاماة في نيويورك.

## وصلات خارجية
- إيرين بروكوفيتش على موقع IMDb (الإنجليزية)
- إيرين بروكوفيتش على موقع إن إن دي بي (الإنجليزية)
- إيرين بروكوفيتش على موقع قاعدة بيانات الفيلم (الإنجليزية)

- الموقع الرسمي لإيرين بروكوفيتش
- تقارير بروكوفيتش
- Brockovich I-Village
- موقع رسمي آخر لإيرين بروكوفيتش
- Brockovich I-Village
- Evening with Erin Brockovich in Sydney, hosted by the Climate Change Coalition 2007
- Detail about Hinkley case at lawbuzz.com
- Did Hinkley Residents Really Win? at salon.com